# 安吾賞
安吾賞 （あんごしょう）は、新潟市出身の小説家坂口安吾を記念して2006年に新潟市が創設した賞である。キャッチフレーズは『出でよ、現代の安吾』。

## 概要
国籍・居住地・性別・年齢・ジャンルを問わず、『さまざまな社会活動・文化活動において、新しい時代や新たな分野を切り開き、私たちに勇気や元気を与えて、かつ共感を持って迎えられた個人または団体』に贈られる。「安吾賞」のほか「新潟市特別賞」も設けられている。
受賞者には記念盾（新潟市特別賞受賞者には記念トロフィー）・賞状・賞金300万円が授与される。

## 沿革
- 2004年 - 一般公募により、2005年に実施の市町村合併の記念事業として選出。生誕100周年となる2006年からのスタートを目指し、創設準備を開始。
- 2005年6月21日 - 市民ディスカッション「まるごと安吾」開催。安吾賞の方針について、市民を交えた議論が行われる。
- 2005年10月15日 - プレイベント「安吾賞を語る」開催。各選考委員によるトークセッション、安吾の生涯を振り返るショートムービー放映が行われる。ショートムービーのナレーションは、同じく新潟市出身の声優よこざわけい子が務めた。
- 2006年2月17日 - 第52回安吾忌にあわせ、安吾賞創設の宣言が行われる。

## 受賞者
|                  | 安吾賞                                         | 新潟市特別賞                                                                 |
| ---------------- | ---------------------------------------------- | ---------------------------------------------------------------------------- |
| 第1回（2006年）  | 野田秀樹（劇作家・演出家・俳優）               | 横田滋・横田早紀江（北朝鮮による拉致被害者家族連絡会（家族会）代表（当時）） |
| 第2回（2007年）  | 野口健（登山家）                               | カール・ベンクス（建築デザイナー）                                           |
| 第3回（2008年）  | 瀬戸内寂聴（作家・僧侶）                       | 近藤亨（NPO法人ネパール・ムスタン地域開発協力会理事長）                      |
| 第4回（2009年）  | 渡辺謙（俳優）                                 | 野坂昭如（作家・作詞家）                                                     |
| 第5回（2010年）  | ドナルド・キーン（日本文学研究者・文芸評論家） | 月乃光司（作家・「こわれ者の祭典」代表）                                     |
| 第6回（2011年）  | 荒木経惟（写真家）                             | 能登剛史（「新潟総踊り祭実行委員会」副会長）                                 |
| 第7回（2012年）  | 若松孝二（映画監督）                           | 天野尚（写真家）                                                             |
| 第8回（2013年）  | 会田誠（美術家）                               | 大友良英（音楽家）                                                           |
| 第9回（2014年）  | 草間彌生（美術家）                             | coba（アコーディオニスト）                                                   |
| 第10回（2015年） | 佐藤優（作家・元外務省主任分析官）             | 外山陽子（新潟県女子体育連盟会長）                                           |

## 選考委員
- 野田一夫（選考委員長）
- 猪口孝（選考副委員長）
- 池田弘
- 岩里祐穂
- 齋藤正行
- 坂口綱男
- 古海正子
- 松岡正剛